# Iglesia del Sagrado Corazón de Jesús (Kamuning)
La Iglesia del Sagrado Corazón de Jesús  es una iglesia parroquial católica en el Distrito Kamuning de la ciudad de Quezón en Filipinas. Se estableció el 3 de octubre de 1941. La parroquia ha estado bajo el cuidado pastoral y la administración de la Sociedad del Verbo Divino, ya incluso antes de su fundación. Kamuning fue un proyecto de vivienda del gobierno del entonces presidente filipino Manuel Luis Quezón. Kamuning entonces era conocido como Barrio Obrero II.
La parroquia celebra su fiesta anual en la solemnidad de la fiesta movible del Corazón Sacratísimo de acuerdo con el calendario litúrgico de la Iglesia Católica, el viernes después de la solemnidad del Santísimo Cuerpo y Sangre de Cristo, también conocido como Corpus Christi.